# シュトゥルム・ウント・ドラング
シュトゥルム・ウント・ドラング（独: Sturm und Drang）は、18世紀後半にドイツで見られた革新的な文学運動である。

## 概要
この名称は、ドイツの劇作家であるフリードリヒ・マクシミリアン・クリンガーが1776年に書いた同名の戯曲に由来している。時期は、1767年から1785年までとする見方がもっぱらであるが、1769年から1786年、もしくは1765年から1795年とする見方もされる。
古典主義や啓蒙主義に異議を唱え、「理性に対する感情の優越」を主張し、後のロマン主義へとつながっていった。代表的な作品として、ゲーテの史劇『ゲッツ・フォン・ベルリヒンゲン』（1773年）や小説『若きウェルテルの悩み』（1774年）、シラーの戯曲『群盗』（1781年）や悲劇『たくらみと恋』（1784年）など。
日本でのシュトゥルム・ウント・ドラングは「疾風怒濤」と和訳されたために「嵐と大波」という意味で理解されることも多いが、ドイツ語から直訳するならば「嵐と衝動」が正しい。英語では「Storm and Stress（嵐と圧力）」や「Storm and Urge（嵐と衝動）」などと訳されているようである。また片仮名表記では「シュトゥルム」は「シュトルム」、「ドラング」は「ドランク」とも表記されることがある。

## ハイドンのシュトゥルム・ウント・ドラング
1768年から1772年ごろのハイドンの作風についても「シュトゥルム・ウント・ドラング」という語が用いられる。この時期のハイドンは短調の多用やフーガのような対位法的技法の使用など、前後の時代と異なる作風を持つ。20世紀はじめの音楽学者であるヴィゼヴァが、1772年にハイドンの「ロマン的危機」があったとして、この語を使用したのが一般化したものである。
しかし、ハイドンのシュトゥルム・ウント・ドラングはクリンガーの戯曲が書かれるより古い時期のものであること、シュトゥルム・ウント・ドラングが主に1770年代後半の文学運動に対する語であること、ヴィゼヴァのいうハイドンの「ロマン的危機」なるものが根拠を持たないこと、などの批判があり、「いわゆるシュトゥルム・ウント・ドラング」のように表現されることが多い。
なお、ハイドン以外の同時期のオーストリアの作曲家にも同様の傾向が見られ、モーツァルトもト短調の交響曲第25番 K.183 やニ短調の弦楽四重奏曲第13番 K.173（いずれも1773年）を作曲している。